# École royale andalouse d'art équestre

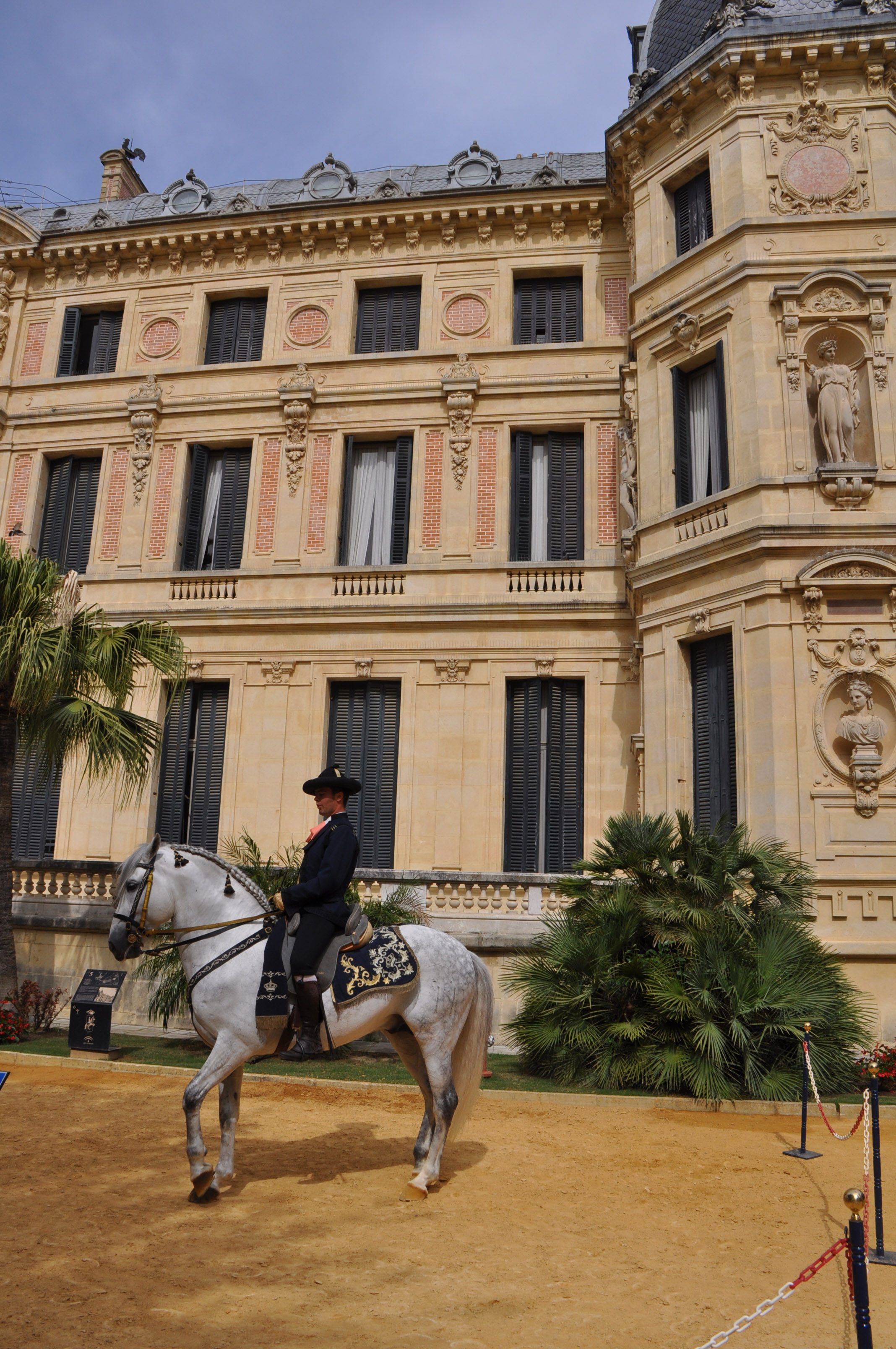
Cavalier devant le bâtiment de l'école.

L'école royale andalouse d'art équestre, en espagnol « Real Escuela Andaluza del Arte Ecuestre » a été fondée en mai 1973 par Don Alvaro Domecq Romero. Le roi Juan Carlos en accepta la présidence d'honneur en 1987 et lui conféra son titre de « royale ».
Elle est située au cœur de la ville de Jerez de la Frontera. D'architecture typiquement andalouse, elle comporte un manège d'environ 1 600 laces et des écuries pouvant accueillir 60 chevaux.

## Objectifs
- Transmettre l'Art Équestre

- la promotion et la protection de l'élevage équin et des activités en dérivant.
- la promotion de l'art équestre, par la création d'une école prodiguant une formation aux métiers du cheval ainsi que par des spectacles permanents dédiés aux chevaux et à l'attelage.
- la recherche et la diffusion du savoir sur les aspects historiques et culturels de l'art équestre dans la communauté autonome d'Andalousie et principalement de la province de Cadix.
- la promotion de l'art équestre, de l'élevage équin et des activités en dérivant pour faire de l'École royale une attraction touristique majeure.
- le maintien du respect et de la culture du cheval andalou, en tant que représentation de l'identité andalouse.
- la collaboration avec tout état, communauté régionale, provinciale ou locale, avec toute autorité dans l'intérêt des objectifs précédents.
- l'établissement de relations avec des organisations similaires, publiques ou privées, dans le but d'échanger les connaissances et/ou d'organiser des manifestations en rapport avec l'art équestre et l'élevage équin.
- la collaboration dans des programmes visant à la recherche sur l'élevage équin et les activités dérivées.
- toute activité pouvant aider à la promotion et l'accroissement de la renommée de l'École Royale.

## Activités
L'école royale propose des cours et des stages de formation et de perfectionnement dans les divers domaines de l'art équestre.
L'école royale andalouse produit le spectacle «Comment dansent les chevaux andalous», en espagnol «Como bailan los caballos andaluces» dans le manège de l'école, ainsi que des exhibitions dans le monde entier. La tenue des écuyers est le costume andalou du XVIIIe siècle : guêtres de cuir sur des bas blancs, gilet, chemise à jabot, boléro bleu à parements d'or, chapeau noir conique et foulard à pois qui retombe sur la nuque.
Elle propose également un musée de l'attelage.

## Cavaliers
L'école royale compte parmi ses écuyers des athlètes de haut niveau comme Rafael Soto, médaillé d'argent en dressage par équipe aux Jeux olympiques d'Athènes (2004) avec le Pure race espagnole Invasor, et champion d'Espagne de dressage 2004.